# فيصل الكندري
فيصل محمد أحمد حسن الكندري (1970 - )؛ نائب سابق في مجلس الأمة الكويتي.

## سيرته
وُلد فيصل الكندري بالكويت في عام 1970 ، وهو حاصل على ماجستير إدارة أعمال وعمل مُساعد الرئيس التنفيذي لشركة البلاد للاستثمار العقاري، وحاز علي عضوية مجلس الامة ديسمبر 2012 المُبطل بحكم المحكمة الدستورية، وعضوية مجلس الامة عام 2013، بالإضافة إلى عضوية مجلس الامة عام 2016.

## أبرز مواقفه في مجلس الأمة
| استجواب الوزيرة هند الصبيح (يناير 2018)                  | ضد الاستجواب |
| استجواب الوزير بخيت الرشيدي (2018)                       | مع الاستجواب |
| استجواب الوزيرة هند الصبيح (مايو 2018)                   | ضد الاستجواب |
| استجواب الوزير خالد الروضان (2019)                       | ضد الاستجواب |
| استجواب الوزير محمد الجبري (2019)                        | ضد الاستجواب |
| استجواب الوزير نايف الحجرف (2019)                        | ضد الاستجواب |
| استجواب الوزير براك الشيتان (2020)                       | مع الاستجواب |
| استجواب الوزير أنس الصالح (أغسطس 2020)                   | ضد الاستجواب |
| استجواب الوزير سعود هلال الحربي (أغسطس 2020)             | ضد الاستجواب |
| استجواب الوزير سعود هلال الحربي (سبتمبر 2020)            | ضد الاستجواب |
| استجواب الوزير أنس الصالح (سبتمبر 2020)                  | ضد الاستجواب |
| تصويت فتح باب ما يستجد من أعمال (تعديل النظام الانتخابي) | غير موافق    |